# Štokov
Štokov (deutsch: Stockau bei Heiligenkreuz) ist ein Ortsteil der Gemeinde Chodský Újezd in Tschechien und liegt 6 Kilometer nördlich vom Stadtgebiet Tachov (Tachau) im Oberpfälzer Wald (Český les).

## Geschichte
Stockau wurde 1290 erstmals erwähnt. Bis zur Aufhebung der Patrimonialherrschaften war der Ort zwischen den Grundherrschaften Plan-Gottschau und Tachau zweigeteilt. Im Mittelalter war er zusammen mit einem Rittersitz Bestandteil des „Tachauer Lehensspiels“. Anfang des 17. Jahrhunderts werden in alten Aufzeichnungen auch ein Hof, eine Brauerei und eine Eisenhütte erwähnt.
Zur Zeit der Habsburger gehörte Stockau zur Österreichischen Monarchie. Die Grenze zu Bayern verlief im Westen wenige Kilometer von der Ortschaft entfernt.
Die Seelsorge für die Dorfbewohner wurde zunächst von der Dechantei Tachau wahrgenommen, ab 1784 gehörte das Dorf zur Pfarrei von Heiligenkreuz (heute: Chodský Újezd). Im Dorf gab es eine eigene Schule, die im Zweiten Weltkrieg auch von den Kindern der Nachbargemeinde Pirkau besucht wurde. 1939 lebten in Stockau 344 Menschen. Zwischen 1850 und 1938 war Stockau Teil des Bezirkes Plan.
Nach dem Münchner Abkommen wurde der Ort dem Deutschen Reich zugeschlagen und gehörte bis 1945 zum Landkreis Tachau.
Der Zweite Weltkrieg endete für die deutsche Bevölkerung des Dorfs mit dem Verlust ihrer Heimat. Im Herbst 1946 hatten alle zwangsweise ausgesiedelten Deutschen das Dorf verlassen.
Nach Kriegsende kam die Gemeinde zum wiedererrichteten Okres Planá, der nur bis 1949 bestand. Bis zur Gebietsreform von 1960 war Štokov Teil des Okres Mariánské Lázně. Die ehemals selbstständige Gemeinde wurde 1960 nach Chodský Újezd eingegliedert.
Bis 1991 lag der Ort – wie das Nachbardorf Březí – an einem militärischen Truppenübungsplatz, was die Entwicklung des Ortes negativ beeinflusst hat. 1991 hatte der Ort 15 Einwohner. Im Jahre 2001 bestand das Dorf aus 15 Wohnhäusern, in denen 13 Menschen lebten.
In Štokov sind zwei historische Steinkreuze (Sühnekreuze) erhalten geblieben, ebenso einige Kreuze und Statuen einheimischer Steinmetzmeister. Die barocke Kapelle aus der ersten Hälfte des 18. Jahrhunderts wurde 1993 renoviert.